# Al-Muwaffaq
Cet article est concerne le vizir abbassides. Pour le médecin, voir Muvaffak.
Al-Muwaffaq (الموفق, le chanceux) ou Abû Ahmad al-Muwaffaq Tahla (أبو أحمد الموفق طلحة) est né en 842. Il était un des fils du dixième calife abbasside Ja`far al-Mutawakkil. Trois de ses frères ont été calife : le onzième Al-Muntasir (861-862), le treizième Al-Mu`tazz (866-869) et le quinzième Al-Mu`tamid (870-892).
Al-Mu`tamid lui a demandé son aide pour venir à bout de la révolte des Zanj en 869. C'est lui qui a pris les rênes du pouvoir à la place de son frère. Sous le gouvernement d'Al-Muwaffaq, le califat a semblé pouvoir se rétablir. En 883 la révolte des Zanj, au sud de l'Irak, est terminée. Le contrôle des provinces est renforcé. Al-Muwaffaq a aussi énergiquement combattu les Tulunides en Syrie.
Al-Muwaffaq souffrant de plus en plus d'éléphantiasis, son fils Al-Mu`tadid a pris en charge peu à peu ses fonctions à partir de 889. Il est mort en juin 891.
À la mort d'Al-Mu`tamid en octobre 892, c'est son fils Al-Mu`tadid qui est devenu le seizième calife.